# Trifești, Neamț
Trifești là một xã thuộc hạt Neamț, România. Dân số thời điểm năm 2002 là 5079 người.